# Regent's Park

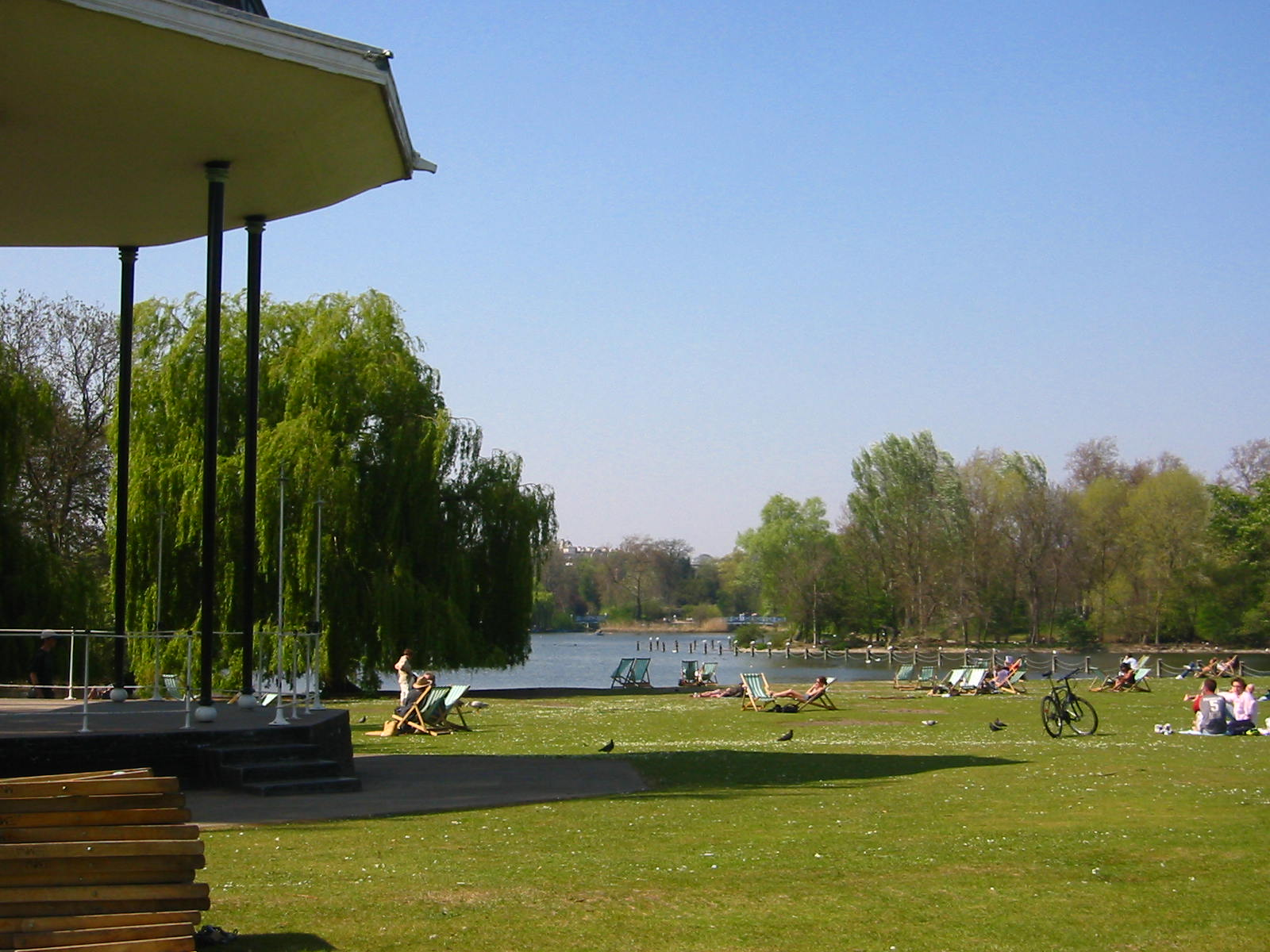
Regent's Park

Regent's Park (officieel The Regent's Park) is een van de grootste parken van Londen en is een van de acht Koninklijke Parken van Londen. Het park ligt vlak bij Primrose Hill, waarvandaan zowel uitzicht is over Westminster als over de Londense City. Het park heeft een oppervlakte van 2 km².
Het park heette vroeger "Marylebone Park". Het bestaat grotendeels uit grasvelden, er zijn faciliteiten voor kinderen en er is een vijver waar ook gevaren kan worden. In het midden van het park bevinden zich de uitstekend onderhouden Queen Mary's Gardens.
Er worden anno 2005 sportvelden aangelegd.
Op de Olympische Zomerspelen van 2012 vond er het wielrennen op de weg plaats.
Ook de dierentuin van Londen, de London Zoo bevindt zich in het park.